# Теквеста (Флорида)
Теквеста (енгл. Tequesta) град је у америчкој савезној држави Флорида.

## Демографија
По попису из 2010. године број становника је 5.629, што је 356 (6,8%) становника више него 2000. године.
| Група             | 2000.         | 2010.         |
| Белци             | 5.050 (95,8%) | 5.129 (91,1%) |
| Афроамериканци    | 25 (0,5%)     | 32 (0,6%)     |
| Азијати           | 37 (0,7%)     | 73 (1,3%)     |
| Хиспаноамериканци | 128 (2,4%)    | 341 (6,1%)    |
| Укупно            | 5.273         | 5.629         |